# Chione (mythologie)
Chione (Grieks χιών chiōn, "sneeuw"), of Khione (Χιόνη) is de naam van drie verschillende personen uit de Griekse mythologie:
- Chione de "sneeuwkoningin" was een van de drie Horen uit de Griekse mythologie. Zij was een maagdelijke en onaantastbare godin van de bergen. Soms diende de figuur van Chione als voorbeeld voor de latere ijskoningin uit de Europese sprookjeswereld. In het christendom werd Chione als maagdelijke martelares heilig verklaard.
- Chione, volgens Hyginus de dochter van Daedalion, door anderen Philonis genoemd, werd zowel door Apollon als door Hermes in dezelfde nacht bezocht. Apollon verwekte Philammon, Hermes verwekte Autolykos. Hyginus vermeldt nog dat zij tijdens de jacht in een overmoedige daad Artemis uitdaagde en door het attribuut van Artemis, de pijl, getroffen werd. Daedalion weende bittere tranen over het verlies van zijn enige dochter en werd door Apollon verlost, doordat hij hem in een Daedalion vogel (havik) veranderde.
- Chione was de dochter van Oreithyia en Boreas. Chione verwekte samen met Poseidon Eumolpos. Ze is de zus van de bekende tweeling Calaïs en Zetes. Ze was vermoedelijk de godin van de sneeuw.